# 제주 월령리 선인장 군락
제주 월령리 선인장 군락(濟州 月令里 仙人掌 群落)은 대한민국 제주특별자치도 제주시 한림읍 월령리에 있는 선인장 군락이다. 2001년 9월 11일 대한민국의 천연기념물 제429호로 지정되었다.

## 개요
선인장이라고 하면 뜨거운 사막을 연상하게 되는데, 사막에 자생하는 것 외에도 종류가 다양하다. 대부분의 선인장은 잎 대신에 가시가 나 있으며, 줄기는 둥근모양, 원통모양 등 보통 식물에서는 보이지 않는 독특한 형태를 이루고 있다. 조직 내에 많은 수분을 오랫동안 보유할 수 있도록 되어 있어 오랜 가뭄도 잘 견딜 수 있다. 선인장 가시는 사막에서 수분의 증발을 막기 위해 퇴화되어 생긴 것으로, 동물로부터 자신을 보호하는 역할도 한다.
선인장 군락은 북제주군 월령리의 해안 바위틈과 마을 안에 있는 울타리 형태의 잡석이 쌓여 있는 곳에 넓게 분포되어 있다. 멕시코가 원산지인 선인장이 쿠로시오 난류를 타고 열대지방으로부터 밀려와 야생하게 된 것으로 보인다. 이곳 주민들은 그 형태가 손바닥과 같다하여 “손바닥선인장”이라 부른다. 예로부터 마을 주민들이 쥐나 뱀의 침입을 막기 위해 마을 돌담에 옮겨 심어 월령리 마을 전체에 퍼져 있다.
월령리 선인장 군락은 선인장의 자생상태를 잘 보여 주고 있는 국내 유일의 야생군락으로 분포상 학술적 가치가 있으며, 민간약으로 쓰이거나 해로운 짐승의 침입을 막기 위해 심어 놓는 등 주민들의 유용식물로 민속적 가치가 있다.

## 같이 보기
- 선인장

## 참고 자료
- 제주 월령리 선인장 군락 - 국가유산청 국가유산포털